# 1952 ve sportu
Toto je přehled sportovních událostí z roku 1952.

## Multisportovní události
- V norském Oslu se konaly se Zimní olympijské hry
- Ve finských Helsinkách se konaly se Letní olympijské hry

## Organizace
- Byla založena wrestlingová organizace World Wrestling Entertainment (WWE)
- Vznikl hokejový klub TJ Stadion Liberec (později Bílí Tygři Liberec) a mnoho dalších sportovních klubů viz Kategorie:Sportovní kluby založené v roce 1952

## Sporty

### Atletika
- Atletika na Letních olympijských hrách 1952
- Mistrovství Československa v atletice 1952

### Basketbal
- Basketbal na Letních olympijských hrách 1952
- Mistrovství Evropy v basketbalu žen 1952
- Československá basketbalová liga 1952

### Box
- Box na Letních olympijských hrách 1952

### Cyklistika
- Cyklistika na Letních olympijských hrách 1952
- 3. mistrovství světa v cyklokrosu se konalo 24. února 1952 v Ženevě ve Švýcarsku

### Fotbal
- Fotbal na Letních olympijských hrách 1952, poprvé zvítězila Maďarská fotbalová reprezentace
- Mistrovství československé republiky 1952 vyhrála Sparta ČKD Praha (13. titul)
- Kvalifikační turnaj vítězů krajských přeborů – 1952

### Gymnastika
- Sportovní gymnastika na Letních olympijských hrách 1952

### Házená
- Mistrovství světa v házené mužů o 11 hráčích 1952

### Judo
- Mistrovství Evropy v judu 1952
- založení klubu Judo USK Praha

### Motoristické sporty
- Formule 1 v roce 1952, mistr světa Alberto Ascari
  - 500 mil Indianapolis 1952
  - Grand Prix Belgie 1952
  - Grand Prix Francie 1952
  - Grand Prix Itálie 1952
  - Grand Prix Německa 1952
  - Grand Prix Nizozemska 1952
  - Grand Prix Švýcarska 1952
  - Grand Prix Velké Británie 1952

### Pozemní hokej
- Pozemní hokej na Letních olympijských hrách 1952

### Šerm
- Šerm na Letních olympijských hrách 1952

### Vodní sporty
- Kanoistika na Letních olympijských hrách 1952
- Plavání na Letních olympijských hrách 1952
- Skoky do vody na Letních olympijských hrách 1952
- Veslování na Letních olympijských hrách 1952

### Volejbal
- Mistrovství světa ve volejbale mužů 1952
- Mistrovství světa ve volejbale žen 1952

### Vzpírání
- Vzpírání na Letních olympijských hrách 1952

### Zápas
- Zápas na Letních olympijských hrách 1952

### Zimní sporty
- Boby na Zimních olympijských hrách 1952
- Krasobruslení na Zimních olympijských hrách 1952
- Mistrovství Československa v krasobruslení 1952
- Rychlobruslení na Zimních olympijských hrách 1952

Lední hokej
- Lední hokej na Zimních olympijských hrách 1952
- Československá hokejová liga 1951/1952
- Československá hokejová liga 1952/1953
- Jugoslávská liga ledního hokeje 1951/1952
- Jugoslávská liga ledního hokeje 1952/1953
- NHL 1951/1952
- NHL 1952/1953
- Sovětská liga ledního hokeje 1951/1952
- Sovětská liga ledního hokeje 1952/1953

Lyžování
- Alpské lyžování na Zimních olympijských hrách 1952
- Běh na lyžích na Zimních olympijských hrách 1952
- Severská kombinace na Zimních olympijských hrách 1952
- Skoky na lyžích na Zimních olympijských hrách 1952